# Hypnoidus semiaeneus
Hypnoidus semiaeneus is een keversoort uit de familie kniptorren (Elateridae). De wetenschappelijke naam van de soort is voor het eerst geldig gepubliceerd in 1916 door Pic.